# Birkaterminalen

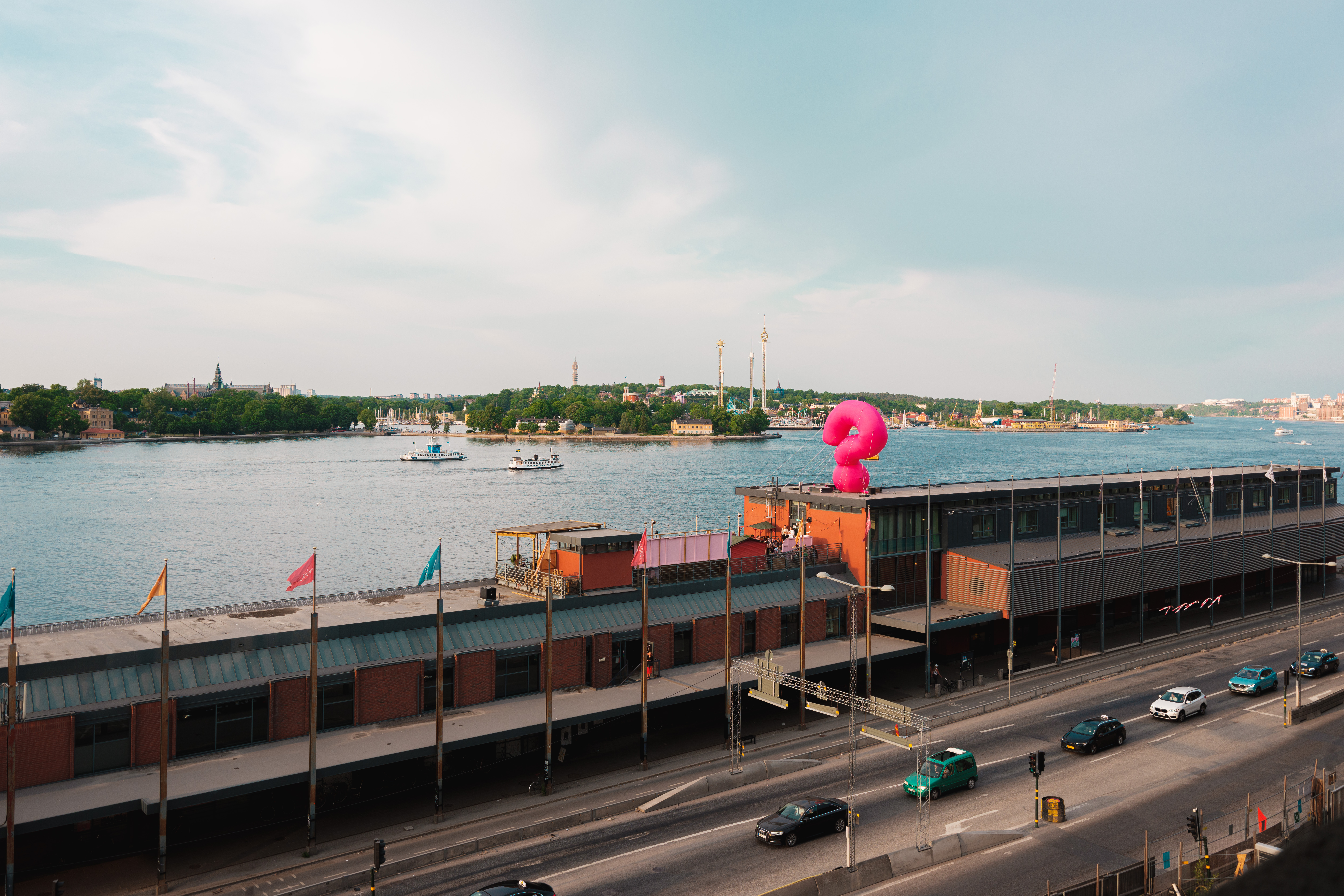
Stadsgårdsterminalen 2023.

Birkaterminalen (officiellt Stadsgårdsterminalen) är en tidigare kryssningsterminal vid Stadsgården på Södermalm i Stockholm. Byggnaden ligger mellan Slussen och Fotografiska.

## Historik
Birka Line (senare Birka Cruises) inledde kryssningstrafiken mellan Stockholm och Mariehamn år 1972. Då uppfördes den första lilla terminalbyggnaden vid Stadsgårdshamnen.  Den nuvarande, cirka 140 meter långa anläggning, som är en förlängning av ursprungsbyggnaden österut, invigdes den 12 maj 2005. Samtidigt flyttade företaget sitt huvudkontor från Kolingsborg på Slussen till den nya terminalbyggnaden. Birka Cruises, som ingick i Eckerökoncernen, använde terminalen för sitt fartyg M/S Birka Stockholm men sommaren 2020 avslutades kryssningsverksamheten på grund av allt för dåliga ekonomiska förutsättningar till följd av Covid-19-pandemin. Fartygets sista avgång därifrån skedde den 16 mars 2020. Sen juni 2022 drivs Stadsgårdsterminalen som ett kulturhus drivet i regi av konstnärsgruppen och kulturbyrån Kollektivet Livet.

## Bilder

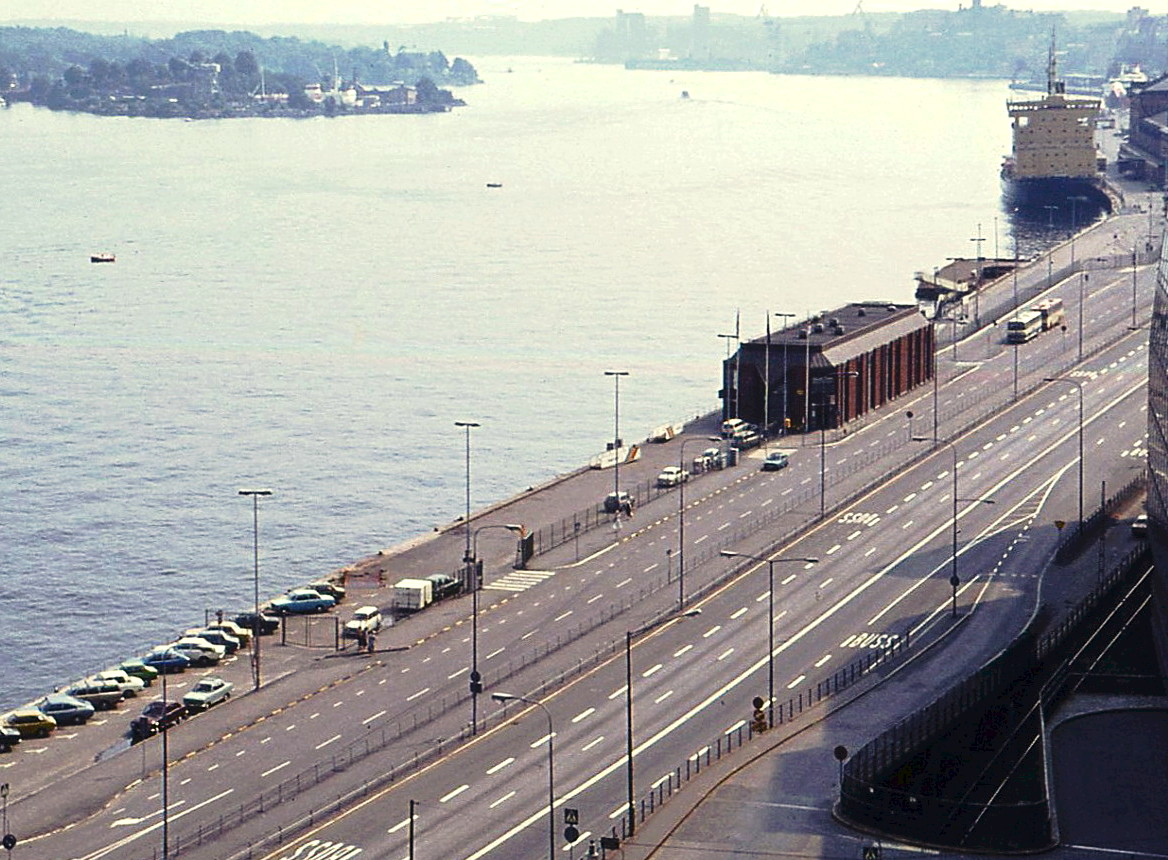
1978
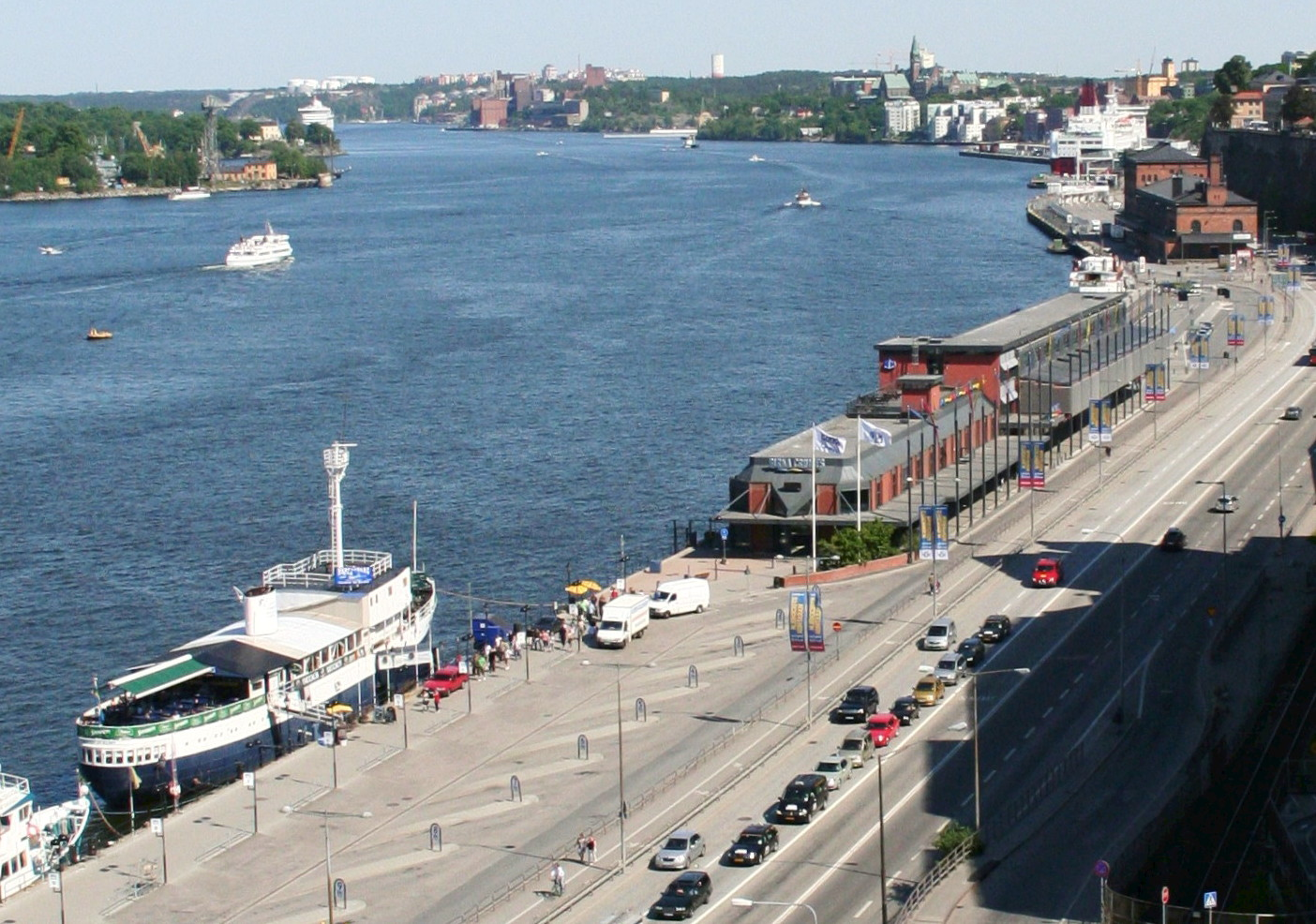
2007
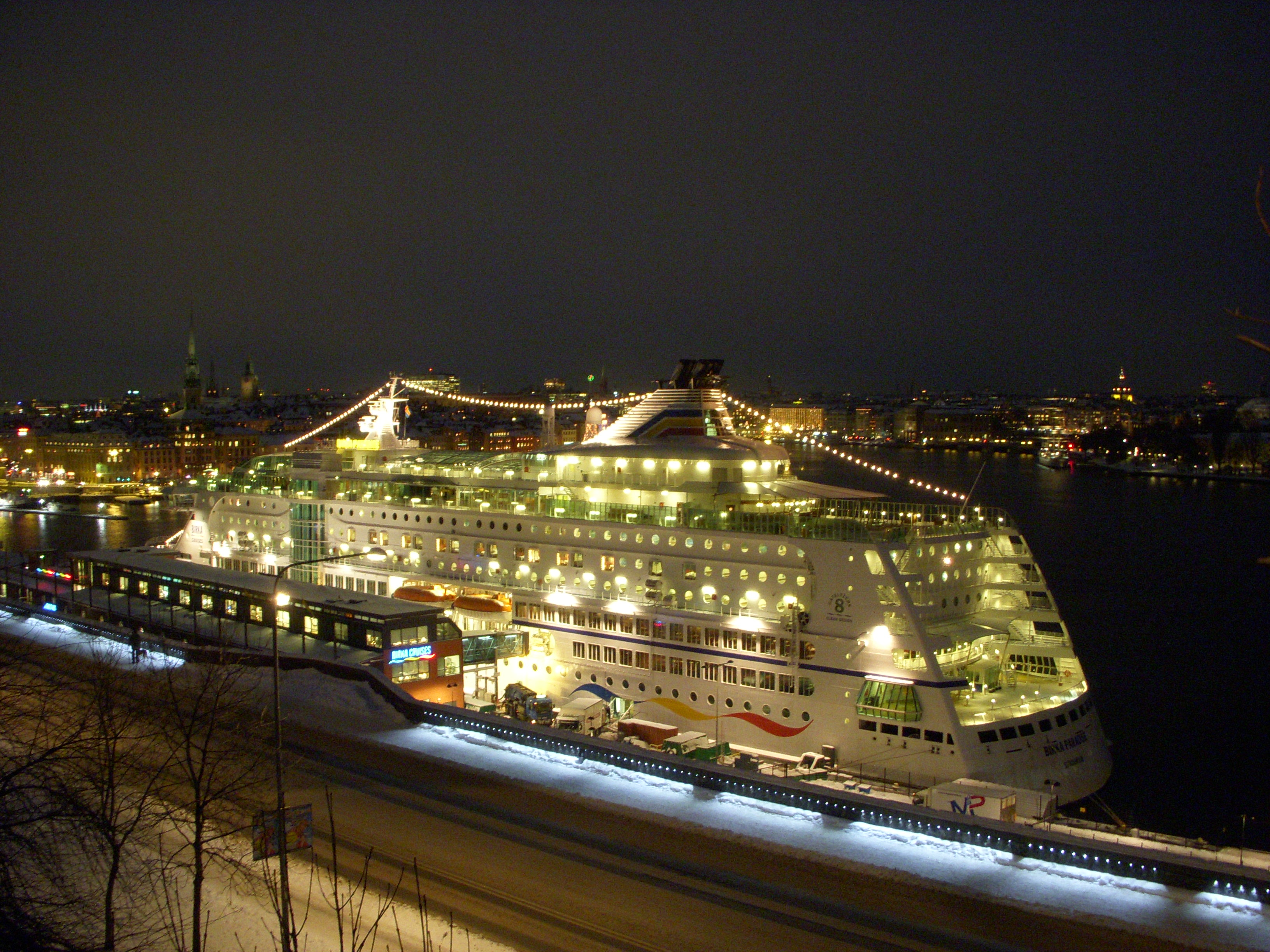
2010
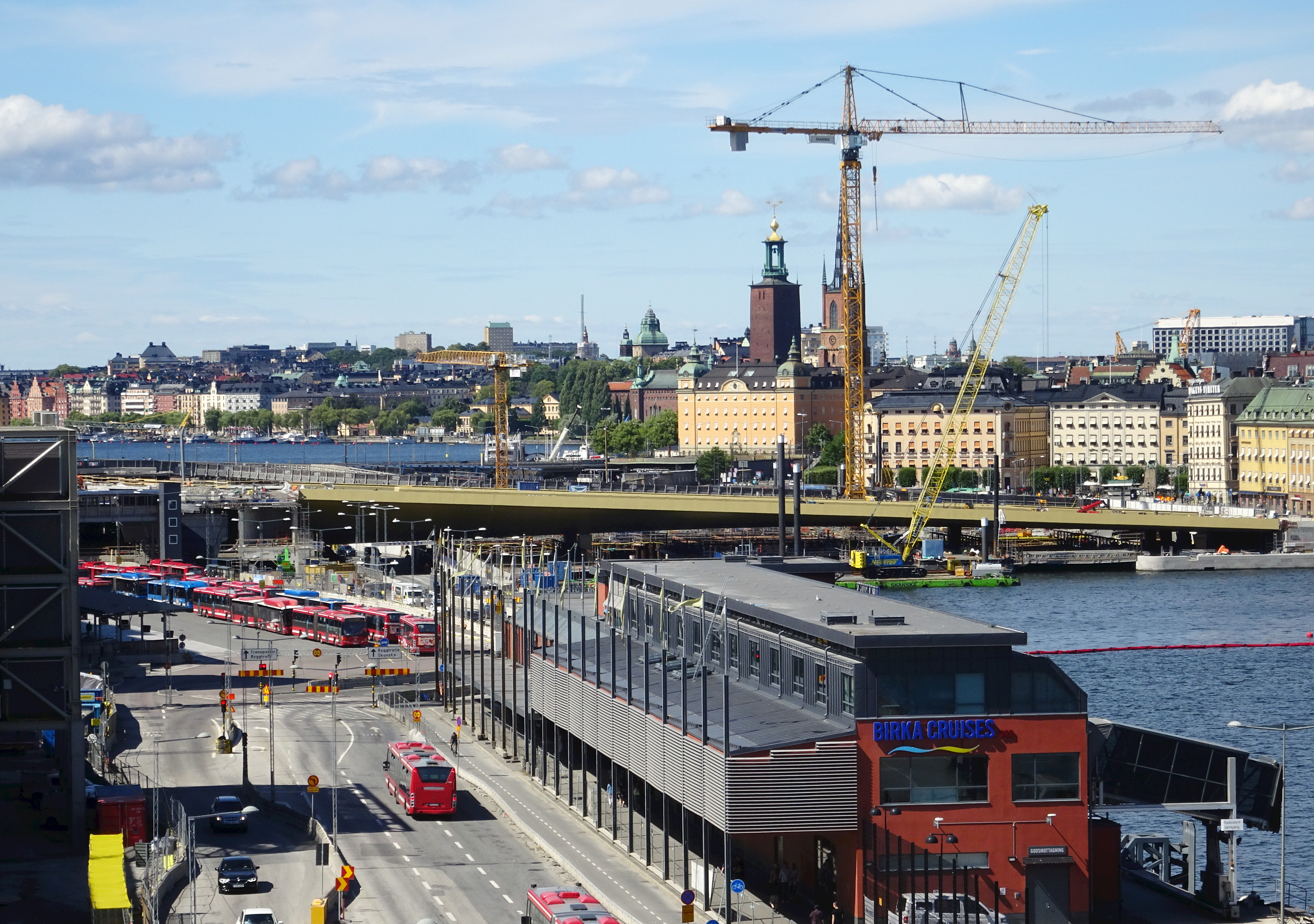
2020
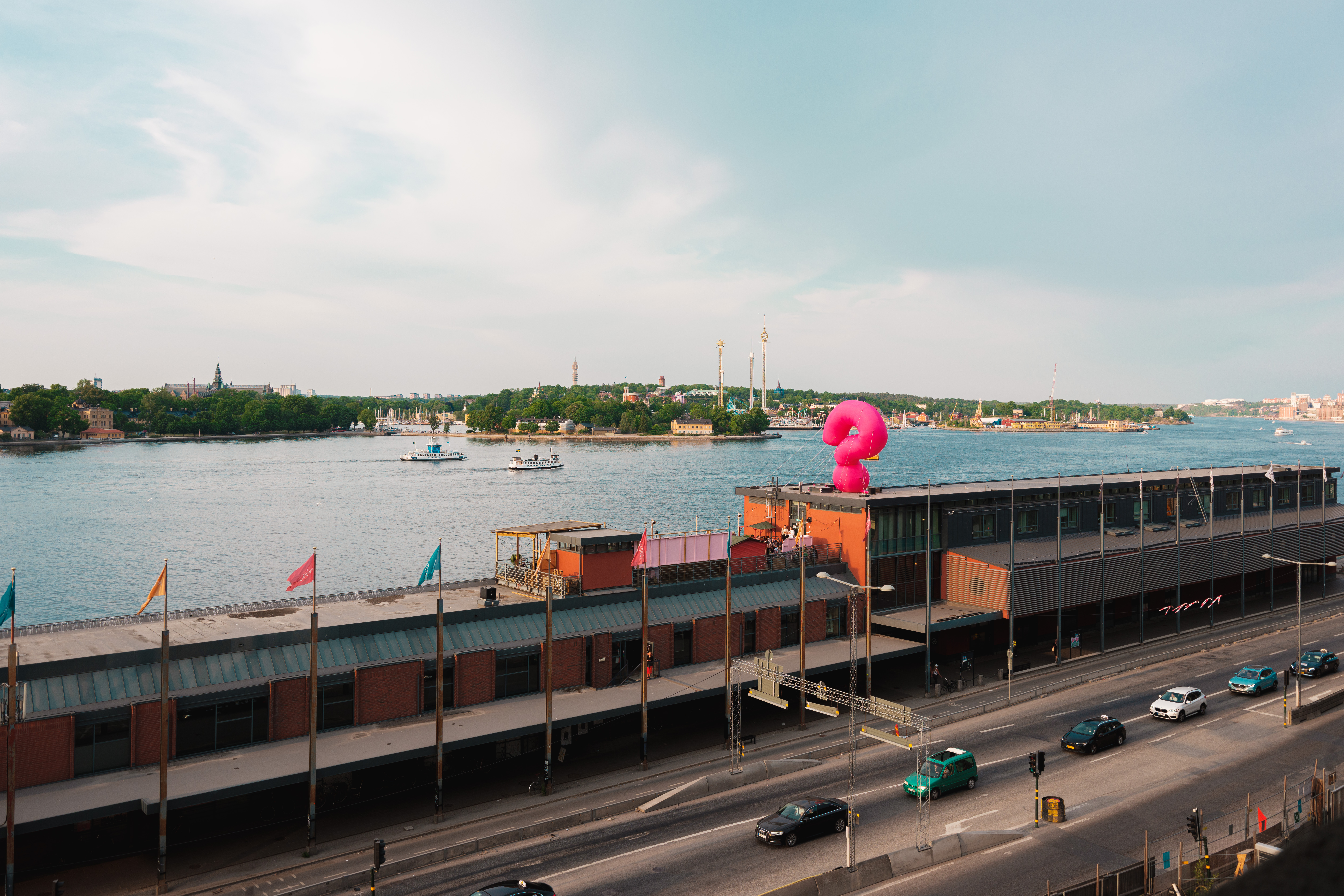
2023